# Yeşiltepe, Seyitgazi
Yeşiltepe là một xã thuộc huyện Seyitgazi, tỉnh Eskişehir, Thổ Nhĩ Kỳ. Dân số thời điểm năm 2011 là 100 người.